# آستریوم
آستریوم (به انگلیسی: Astrium) شرکت فناوری هوافضا فرانسوی است، که در زمینه صنایع فضایی و گردشگری فضایی به‌عنوان شرکت تابعه‌ای از شرکت ایرباس فعالیت می‌کند. شرکت آستریوم در سال ۲۰۰۶ راه‌اندازی شد. دفتر مرکزی این شرکت در شهر پاریس، فرانسه قرار دارد.